# Valencians pel Canvi
Valencians pel Canvi va ser una plataforma cívica del País Valencià integrada per un centenar d'intel·lectuals per tal de, segons el seu manifest de fundació, "promoure el debat d'idees, la renovació de la vida política del País Valencià, i afavorir totes les formes possibles de contacte i unitat entre les forces progressistes valencianes". Va ser fundada en la tardor del 1999, i dissolta el 2018.
L'entitat va estar presidida per Joan Francesc Mira, Ramon Lapiedra, Francesc de Paula Burguera i Josep Lluís Barona. Des d'octubre de 2011, i fins a la seua dissolució el 2018, el president va ser el professor Antoni Furió, i la vicepresidenta, la periodista Rosa Solbes. El darrer consell directiu estava integrat per Gustau Muñoz i Veiga, Rosa Serrano, Maria Josep Picó, Sandra Obiol, Ferran García-Oliver, Júlia Benavent, Juli Peretó, Francesc Bayarri, Emèrit Bono, Vicent Álvarez, Pep Pérez, Vicent Olmos i Gerard Fullana.
Les activitats de la plataforma cívica s'orientaven a l'anàlisi i la reflexió crítica de la societat valenciana i a tractar d'oferir respostes als reptes actuals en la cultura, l'economia, la política i la societat valencianes. Valencians pel Canvi organitzava periòdicament debats, seminaris i conferències sobre qüestions d'interés cívic general; convocava amb una periodicitat trimestral l'Observatori de l'Esquerra per a debatre a intensitat i rigor assumptes d'actualitat general; i feia publicacions amb el contingut dels actes més destacats.
El 2012 l'entitat cívica Valencians pel Canvi va presentar el projecte Objectiu 2015, com una aposta ferma per generar un espai progressista i valencianista ampli, aglutinador, a partir del debat sobre com hauria de ser i cap a on es vol orientar aquest canvi, que s'havia de produir en els comicis del 2015.
Després del canvi progressista en les principals institucions valencianes arran de les eleccions autonòmiques i locals de la primavera del 2015, l'entitat va iniciar una reflexió i va optar finalment per la dissolució.